# Oosters langhaar
Oosters langhaar is een kattenras. Dit ras is gelijk aan de Oosters korthaar, behalve de halflangharige vachtlengte, hierdoor wordt het ook wel onofficieel de Oosters halflanghaar genoemd. Andere termen welke worden gebruikt in stamboekverenigingen zijn Javaan en Mandarin. De vacht moet halflang en zijdezacht zijn en is te vergelijken met die van de Balinees.
De raskat is ontstaan rond 1950 in Engeland.